# Република Лука
Република Лука је била држава на Апенинском полуострву. Постојала је у периоду од 1160. до 1805. године.

## Историја
У Краљевини Италији, Лука је била пребивалиште маркгрофова Тоскане. Извесну аутономију стекла је повељом Хенрика IV 1084. године током његове кампање у Италији против папе Гргура VII (Борба за инвеституру). Након смрти Матилде Тосканске, Лука се почела конституисати у независну комуну. Независност јој је коначно призната повељом Маркгрофа Велфа VI из 1160. године. Постојало је мноштво мањих покрајина у региону између јужне Лигурије и северне Тоскане која је била део феудалне Европе. Године 1273. и поново 1277. Лука је била под контролом Гвелфа Лихета Гатилузија. Владар Пизе постао је 1317. године и владар Луке. Године 1325. кондотјер Каструцио Кастрацини поразио је Гвелфе и од Лудвига IV Баварског добио титулу војводе Луке. Лука је касније продата Ђенови, а затим је заузео Јован Чешки. Потом је била под влашћу Вероне, Фирентинаца и Пизе. Године 1408. у Луки је одржан сабор на коме је покушано окончење великог раскола у цркви. Лука је обновила демократију, а од 1628. године била је успостављена олигархија. Лука је до Француске револуције била трећа по величини република у Италији. Независност републике прекинута је у фебруару 1799. године након инвазије Друге коалиције током Француских револуционарних ратова. Јакобинци су у Луки створили централизовану републику са демократским уставом. Аустријска војска освојила је луку пет месеци касније и успоставила привремену владу. Од 1800. године Лука је поново у рукама Француза који следеће године доносе нов устав. Од 1805. године управљање над Луком преузима сам Наполеон. Он ју је спојио са Кнежевином Пјомбино у Кнежевину Луку и Пјомбино коју је поверио на управу својој сестри Елизи.